# سبورتس اليستريتد (مجلة)
سبورتس اليستريتد، هي مجلة متخصصة في عرض وتسويق ملابس السباحة، وتضم عارضات أزياء، ومشاهير، ورياضيّات يرتدين ملابس السباحة في مواقع متنوعة حول العالم. وتُعد صورة الغلاف لهذا العدد هدفًا مهمًا في عالم الأزياء، حيث يُنظر إليها كمؤشر على انتقال لقب "السوبرموديل" إلى صاحبتها. يحمل هذا العدد إعلانات بلغت قيمتها في عام 2005 نحو 35 مليون دولار أمريكي. صدر العدد لأول مرة عام 1964، ويُنسب إليه الفضل في جعل البكيني، الذي تم اختراعه عام 1946، قطعة ملابس مقبولة اجتماعياً.
منذ انطلاقه في 1964، كان العدد يُنشر في شهر فبراير من كل عام، لكن منذ عام 2019 أصبح يُطرح في الأسواق في شهر مايو.

## الروابط الخارجية
- SI.com – SI Swimsuit
- SI.com – Swimsuit Collection via the واي باك مشين
- "Bingham: A History of SIقالب:-'s Swimsuit Issue", Cape Cod Times, via the واي باك مشين
- (Video) CNBC Originals: Business Model inside the Sports Illustrated Swimsuit Issue. Reported by Darren Rovell. Season 2: Ep. 7. 43:23.

لا توجد روابط لمواقع التواصل الاجتماعي.